# Dommarringen
Dommarringen är en kulle i Antarktis. Den ligger i Östantarktis. Norge gör anspråk på området. Toppen på Dommarringen är 2 212 meter över havet.
Terrängen runt Dommarringen är huvudsakligen platt, men norrut är den kuperad. Trakten är obefolkad. Det finns inga samhällen i närheten.